# Wahlkreis Chemnitz 3
Der Wahlkreis Chemnitz 3 (Wahlkreis 11) ist ein Landtagswahlkreis in Sachsen. Er ist einer der seit 2014 auf drei reduzierten Chemnitzer Landtagswahlkreise und umfasst die Ortsteile Adelsberg, Bernsdorf, Einsiedel, Erfenschlag, Euba, Gablenz, Kleinolbersdorf-Altenhain, Lutherviertel, Reichenhain und Yorckgebiet. Bei der letzten Landtagswahl (im Jahr 2024) waren 59.892 Einwohner wahlberechtigt.

## Wahl 2024
Die Landtagswahl 2024 führte zu folgendem Ergebnis:
| Direktkandidat    | Partei              | Erststimmen in % | Zweitstimmen in % |
| ----------------- | ------------------- | ---------------- | ----------------- |
| Ines Sabarowski   | CDU                 | 38,2             | 32,6              |
| Steffen Wegert    | AfD                 | 34,4             | 27,7              |
| Markus Adam       | Die Linke           | 7,6              | 4,1               |
| Coretta Storz     | Grüne               | 3,7              | 3,8               |
| Falk Hammermüller | SPD                 | 8,6              | 7,8               |
| Mandy Straube     | FDP                 | 1,8              | 0,8               |
| Bernhard Sünder   | Freie Wähler        | 4,3              | 1,3               |
| –                 | Die Partei          | –                | 0,9               |
| –                 | Piraten             | –                | 0,1               |
| –                 | ÖDP                 | –                | 0,1               |
| –                 | BüSo                | –                | 0,1               |
| –                 | Tierschutz hier!    | –                | 0,9               |
| –                 | dieBasis            | –                | 0,2               |
| –                 | Bündnis C           | –                | 0,2               |
| –                 | Bündnis Deutschland | –                | 0,2               |
| –                 | BSW                 | –                | 15,7              |
| Karl Kohlmann     | Freie Sachsen       | 1,4              | 3,1               |
| –                 | V-Partei3           | –                | 0,1               |
| –                 | WU                  | –                | 0,2               |

## Wahl 2019
Vorläufiges Ergebnis der Landtagswahl am 1. September 2019 im Wahlkreis 12 – Chemnitz 3:
(Ergebnisse in Prozent)
| Direktkandidat        | Partei               | Direktstimmen | Listenstimmen |
| --------------------- | -------------------- | ------------- | ------------- |
| Ines Saborowski       | CDU                  | 31,8          | 33,8          |
| Tim Detzner           | Die Linke            | 14,4          | 12,3          |
| Jörg Vieweg           | SPD                  | 10,4          | 8,7           |
| Harald Steffen Wegert | AfD                  | 26,5          | 26,8          |
| Susann Mäder          | GRÜNE                | 7,8           | 7,4           |
| –                     | NPD                  | –             | 0,3           |
| Dinh Hai Bui          | FDP                  | 3,3           | 3,7           |
| Jens Eberlein         | Freie Wähler         | 3,8           | 2,1           |
| –                     | Tierschutz           | –             | 1,4           |
| –                     | Piraten              | –             | 0,3           |
| –                     | Die PARTEI           | –             | 1,7           |
| –                     | BüSo                 | –             | 0,1           |
| –                     | ADPM                 | –             | 0,2           |
| –                     | Blaue Partei         | –             | 0,3           |
| –                     | KPD                  | –             | 0,1           |
| –                     | ÖDP                  | –             | 0,3           |
| –                     | Die Humanisten       | –             | 0,2           |
| –                     | PDV                  | –             | 0,1           |
| –                     | Gesundheitsforschung | –             | 0,5           |
| Karl Kohlmann         | Pro Chemnitz         | 1,9           | –             |

| Wahlberechtigte | 62.934 |
| Wahlbeteiligung | 67,7 % |

## Wahl 2014
Amtliches Endergebnis der Landtagswahl am 31. August 2014 im Wahlkreis 12 – Chemnitz 3:
(Ergebnisse in Prozent)
| Direktkandidat          | Partei          | Direktstimmen | Listenstimmen |
| ----------------------- | --------------- | ------------- | ------------- |
| Ines Saborowski-Richter | CDU             | 36,0          | 36,4          |
| Klaus Bartl             | Die Linke       | 28,7          | 23,5          |
| Jörg Vieweg             | SPD             | 15,7          | 14,2          |
| Walter Füßlein          | FDP             | 4,7           | 3,3           |
| Thomas Lehmann          | GRÜNE           | 5,7           | 5,3           |
| Elke Köhler             | NPD             | 5,7           | 4,0           |
| –                       | Tierschutz      | –             | 1,0           |
| Katrin Hallmann         | Piraten         | 2,3           | 1,2           |
| Gabriele Born           | BüSo            | 1,1           | 0,2           |
| –                       | DSU             | –             | 0,1           |
| –                       | AfD             | –             | 9,4           |
| –                       | pro Deutschland | –             | 0,2           |
| –                       | Freie Wähler    | –             | 0,6           |
| –                       | Die PARTEI      | –             | 0,6           |

| Wahlberechtigte | 65.863 |
| Wahlbeteiligung | 49,2 % |

## Wahl 2009
| Amtliches Endergebnis der Landtagswahl am 30. August 2009 in Sachsen im Wahlkreis 014 Chemnitz 3 (Ergebnisse in Prozent) |

| Direktkandidat          | Partei          | Erststimmen in % | Zweitstimmen in % |
| ----------------------- | --------------- | ---------------- | ----------------- |
| Ines Saborowski-Richter | CDU             | 32,1             | 36,4              |
| Klaus Bartl             | Die Linke       | 29,8             | 25,9              |
| Jacqueline Drechsler    | SPD             | 13,3             | 12,6              |
| Heiko Schlee            | NPD             | 3,5              | 3,2               |
| Hendrik Haase           | FDP             | 12,8             | 9,3               |
| Annekathrin Giegengack  | GRÜNE           | 8,4              | 6,4               |
| -                       | Tierschutz      | -                | 1,9               |
| -                       | PBC             | -                | 0,3               |
| -                       | BüSo            | -                | 0,2               |
| -                       | DSU             | -                | 0,1               |
| -                       | REP             | -                | 0,3               |
| -                       | Freie Sachsen   | -                | 0,8               |
| -                       | FP Deutschlands | -                | 0,0               |
| -                       | Humanwirtschaft | -                | 0,1               |
| -                       | Piraten         | -                | 2,1               |
| -                       | SVP             | -                | 0,3               |

## Wahl 2004
Die Landtagswahl 2004 hatte folgendes Ergebnis:
| Direktkandidat     | Partei     | Erststimmen in % | Zweitstimmen in % |
| ------------------ | ---------- | ---------------- | ----------------- |
| Thomas Hermsdorfer | CDU        | 38,6             | 38,5              |
| Klaus Bartl        | PDS        | 31,2             | 27,3              |
| Axel Brückom       | SPD        | 13,7             | 12,3              |
| Volkmar Zschoke    | GRÜNE      | 5,8              | 5,2               |
| -                  | NPD        | -                | 6,8               |
| Bernd Bergmann     | FDP        | 7,0              | 5,2               |
| -                  | DSU        | -                | 0,3               |
| Uwe Knietzsch      | PBC        | 1,2              | 0,7               |
| -                  | GRAUE      | -                | 1,1               |
| Ricky Morchner     | BüSo       | 2,4              | 0,6               |
| -                  | AUFBRUCH   | -                | 0,5               |
| -                  | DGG        | -                | 0,3               |
| -                  | Tierschutz | -                | 1,3               |